# NGC 2441
NGC 2441 è una galassia a spirale situata nella costellazione della Giraffa, a una distanza di circa 168 milioni di anni luce dalla nostra Via Lattea.

## Scoperta
La galassia è stata scoperta l'8 agosto 1882 dall'astronomo tedesco Wilhelm Tempel.

## Descrizione
NGC 2441 ha una classe di luminosità II e presenta una larga riga a 21 cm dell'idrogeno neutro.

## La supernova SN 1995E
SN 1995E è una supernova di tipo Ia scoperta nel 1995 all'interno di NGC 2441. Questa tipologia di supernove si origina in un sistema binario di stelle dove una nana bianca attrae materia da una compagna in orbita ravvicinata, fino a che la massa della nana bianca supera il limite di Chandrasekhar. A questo punto la stella esplode lasciando solo detriti. La luminosità delle supernove termonucleari è uniforme e pertanto esse vengono utilizzate come candele standard per la misura delle distanze cosmiche.
Nel caso di SN 1995E, recenti osservazioni sembrano indicare la presenza di una possibile eco luminosa prodotta per riflessione della luce da parte di un guscio di polvere interstellare che contorna la compagna. Solo altre due supernove mostrano la presenza del raro fenomeno dell'eco luminosa: SN 1991T e SN 1998bu.

## Gruppo di NGC 2523
NGC 2441 fa parte del Gruppo di NGC 2523. Oltre NGC 2441 e NGC 2523, le altre galassie del gruppo sono PGC 23781 (NGC 2550A), UGC 4041 e UGC 4199.